# Nicole (cantora alemã)

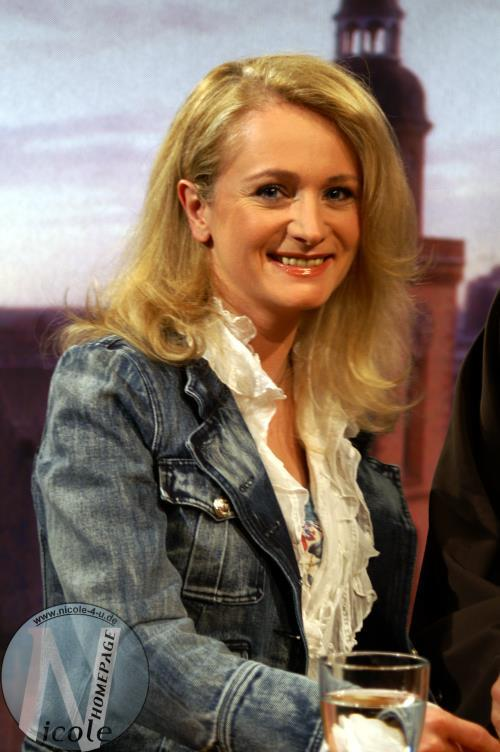
Nicole Hohloch, em 2005.

Nicole Hohloch (Saarbrücken, 25 de outubro de 1964) é uma cantora alemã.

## Biografia
Representou a Alemanha no Festival Eurovisão da Canção 1982 onde venceu ao cantar em alemão a canção "Ein bißchen Frieden" ("Um Pouco de Paz"), com música de Ralph Siegel e letra de Bernd Meinunger. Quando voltou a cantar após ter vencido o evento interpretou partes da canção em inglês, francês, neerlandês e espanhol além da versão original em alemão.
A versão inglesa da canção "A little Peace" foi segundo Jo Rice (1982) no livro The Guiness Book of 500 a 500ª canção a chegar ao número um do top britânico. 
Foram gravadas várias versões daquela canção: em francês ("La Paix sur Terre"), neerlandês ("Een Beetje Vrede"), espanhol ("Un Poco de Paz"), dinamarquês ("En Smule Fred") , polaco ("Troszeczkę ziemi, troszeczkę słońca") e russo ("Немного мира").

## Discografia

### Álbuns nacionais
- 1981 Flieg nicht so hoch, mein kleiner Freund
- 1982 Ein bißchen Frieden
- 1983 So viele Lieder sind in mir
- 1984 Weihnachten mit Nicole
- 1985 Gesichter der Liebe
- 1986 Laß mich nicht allein
- 1987 Moderne Piraten
- 1988 So wie du
- 1990 Für immer .. für ewig
- 1991 Und ich denke schon wieder an dich
- 1992 Wenn schon .. denn schon ..
- 1992 Weihnachten mit Nicole (Germany)
- 1993 Mehr als nur zusammen schlafen gehn
- 1994 Und außerdem
- 1996 PUR
- 1996 Nicole - Der private Premiummix
- 1997 Nicole's Party
- 1998 Abrakadabra
- 1998 Weihnacht Zuhause
- 1999 LIVE
- 1999 Visionen
- 1999 Weihnachten mit Nicole
- 2001 Kaleidoskop
- 2002 Ich lieb dich
- 2003 Zeit der Sterne
- 2004 Für die Seele
- 2005 Alles fließt
- 2006 Begleite mich
- 2006 Christmas Songs

### Álbuns internacionais
- 1982 A Little Peace (Coreia do Sul)
- 1982 A Little Peace (Noruega)
- 1982 A Little Peace (Israel)
- 1982 A Little Peace (Grécia)
- 1982 A Little Peace (Reino Unido)
- 1982 A Little Peace (Jugoslávia)
- 1982 La Paix sur terre (Canadá)
- 1982 La Paix sur terre (França)
- 1982 En beetje Vrede (Países Baixos)
- 1982 En smule Fred (Dinamarca)
- 1982 Ses plus belles Chansons (Bélgica)
- 1982 Meine kleine Freiheit (Noruega)
- 1983 Butterfly (Coreia do Sul)
- 1983 So viele Lieder sind in mir (Noruega)
- 1983 So viele Lieder sind in mir (Países Baixos)
- 1984 White Christmas by Nicole (Taiwan)
- 1984 Car il suffit d'une Chanson (Canadá)
- 1985 Gesichter der Liebe (Suécia)
- 1985 Gesichter der Liebe (Jugoslavia)
- 1987 Moderne Piraten (Coreia)
- 1991 Und ich denke schon wieder an Dich (Coreia do Sul)
- 1992 Song For The World (África do Sul)
- 1998 Got A Feeling (África do Sul)